# Bretagne Classic Ouest-France 2016
80. edycja wyścigu kolarskiego Bretagne Classic Ouest-France (wcześniejsze edycje odbywały się pod nazwą GP Ouest-France) odbyła się w dniu 28 sierpnia 2016 roku i liczyła 248 km. Start i meta wyścigu znajdowały się w Plouay. Wyścig ten znajdował się w rankingu światowym UCI World Tour 2016. 

## Uczestnicy
Na starcie wyścigu stanęło 25 zawodowych ekip. Wśród nich znajdowało się osiemnaście ekip UCI World Tour 2016 oraz siedem innych zaproszonych przez organizatorów z tzw. "dziką kartą".
Lista drużyn uczestniczących w wyścigu:
| Numery  | Kod | Drużyna             |
| ------- | --- | ------------------- |
| 1-8     | KAT | Team Katusha        |
| 11-18   | CDT | Cannondale–Drapac   |
| 21-28   | FDJ | FDJ                 |
| 31-38   | AST | Pro Team Astana     |
| 41-48   | TLJ | Team LottoNL-Jumbo  |
| 51-58   | BMC | BMC Racing Team     |
| 61-68   | IAM | IAM Cycling         |
| 71-78   | ALM | Ag2r-La Mondiale    |
| 81-88   | DDD | Team Dimension Data |
| 91-98   | LTS | Lotto Soudal        |
| 101-108 | MOV | Movistar Team       |
| 111-118 | EQS | Etixx-Quick Step    |
| 121-128 | OBE | Orica–BikeExchange  |

| Numery  | Kod | Drużyna                      |
| ------- | --- | ---------------------------- |
| 131-138 | DEN | Direct Énergie               |
| 141-148 | GIA | Team Giant-Alpecin           |
| 151-158 | BAR | Bardiani CSF                 |
| 161-168 | SKY | Team Sky                     |
| 171-178 | TNK | Tinkoff                      |
| 181-188 | FVC | Fortuneo-Vital Concept       |
| 191-198 | COF | Cofidis                      |
| 201-208 | LAM | Lampre-Merida                |
| 211-218 | TRE | Trek-Segafredo               |
| 221-228 | CCC | CCC Sprandi Polkowice        |
| 231-238 | WGG | Wanty-Groupe Gobert          |
| 241-248 | DMP | Delko–Marseille Provence KTM |

## Klasyfikacja generalna
| M-ce | Imię i nazwisko      | Kraj      | Drużyna               | Czas       |
| ---- | -------------------- | --------- | --------------------- | ---------- |
| 1.   | Oliver Naesen        | Belgia    | IAM Cycling           | 5h 58' 46" |
| 2.   | Alberto Bettiol      | Włochy    | Cannondale–Drapac     | + 2"       |
| 3.   | Alexander Kristoff   | Norwegia  | Team Katusha          | + 5"       |
| 4.   | Michael Matthews     | Australia | Orica–BikeExchange    | + 5"       |
| 5.   | John Degenkolb       | Niemcy    | Team Giant-Alpecin    | + 5"       |
| 6.   | Maciej Paterski      | Polska    | CCC Sprandi Polkowice | + 5"       |
| 7.   | Daniel Hoelgaard     | Norwegia  | FDJ                   | + 5"       |
| 8.   | Giacomo Nizzolo      | Włochy    | Trek-Segafredo        | + 5"       |
| 9    | Matteo Trentin       | Włochy    | Etixx-Quick Step      | + 5"       |
| 10.  | Edvald Boasson Hagen | Norwegia  | Team Dimension Data   | + 5"       |
|      |                      |           |                       |            |
| 84.  | Łukasz Wiśniowski    | Polska    | Etixx-Quick Step      | + 1' 30"   |
| 118. | Jarosław Marycz      | Polska    | CCC Sprandi Polkowice | + 5' 58"   |
| -    | Przemysław Niemiec   | Polska    | Lampre-Merida         | DNF        |
| -    | Adrian Kurek         | Polska    | CCC Sprandi Polkowice | DNF        |